# Torbjörn Virf
Torbjörn Virf, född 16 februari 1961, är en svensk före detta professionell ishockeyback. Han spelade för Luleå HF 1978-1985.